# Ulanga (huyện)
Ulanga là một huyện thuộc vùng Morogoro, Tanzania. Thủ phủ của huyện Ulanga đóng tại Mahenge. Huyện Ulanga có diện tích 23681 ki lô mét vuông. Đến thời điểm điều tra dân số ngày 25 tháng 8 năm 2002, huyện Ulanga có dân số 193280 người.